# Wierszyno
Wierszyno (kaschubisch Wierszëno, deutsch Versin) ist ein Dorf im Powiat Bytowski der Woiwodschaft Pommern in Polen.
Bis 1945 gehörte die Landgemeinde Versin zum Landkreis Rummelsburg in der preußischen Provinz Pommern. Neben Versin wurden die Wohnplätze Alt Johannishof, Grabowo, Merino und Versiner Mühle gezählt.

## Söhne und Töchter des Ortes
- Georg Ludwig von Puttkamer (1715–1759), preußischer Generalmajor und Kommandeur eines Husaren-Regiments
- Nikolaus Lorenz von Puttkamer (1703–1782), preußischer Generalleutnant und Kommandant von Stettin
- Bernhard von Puttkamer (1825–1904), preußischer Generalmajor und Mitglied des Preußischen Herrenhauses
- Ellinor von Puttkamer (1910–1999), deutsche Diplomatin und Historikerin